# Georgskirche (Horkheim)

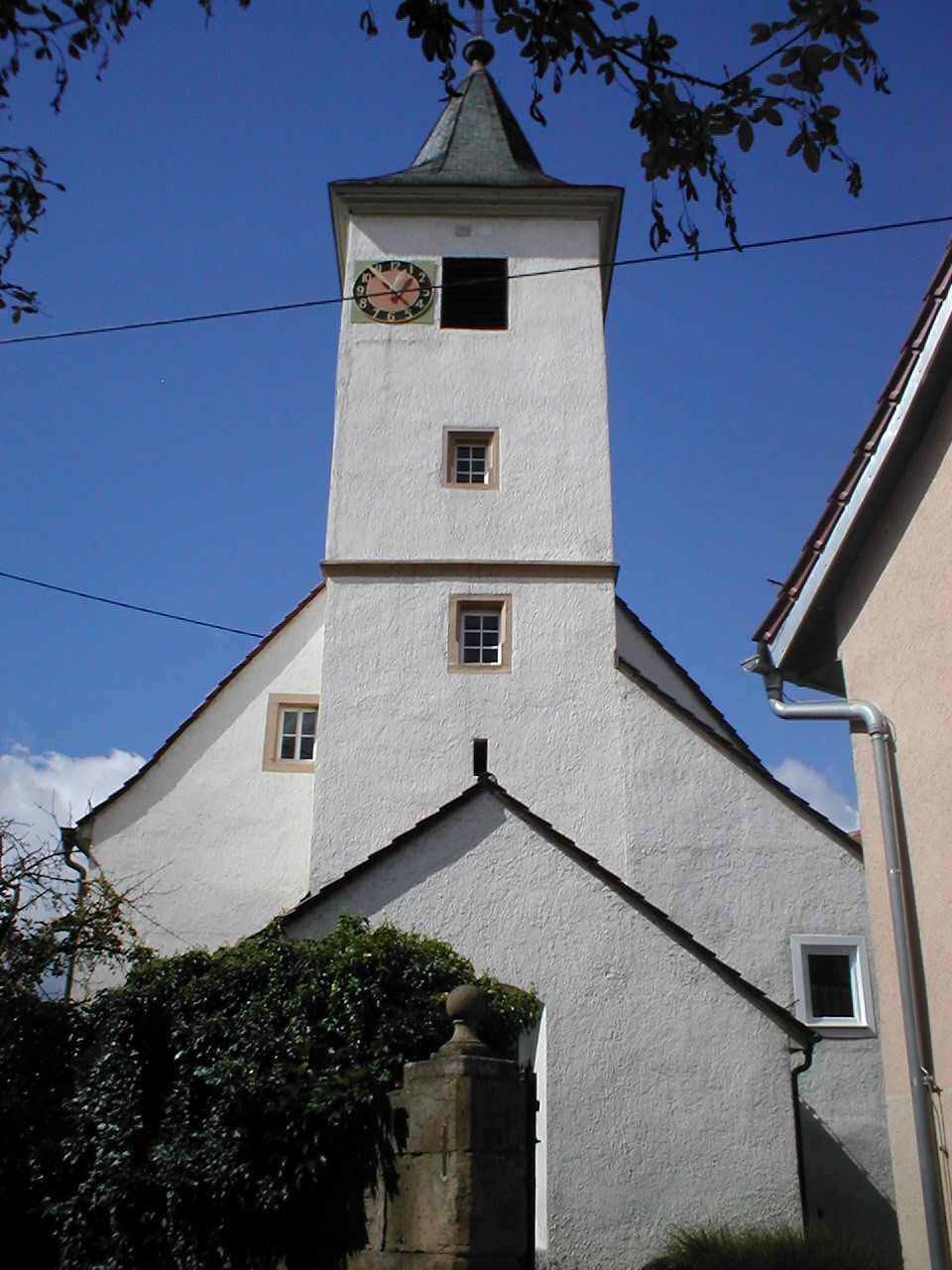
Georgskirche in Horkheim

Die Georgskirche ist eine erstmals im 14. Jahrhundert erwähnte Pfarrkirche in Horkheim, einem Stadtteil von Heilbronn in Baden-Württemberg. In und an der Kirche, die ihre Gestalt im Wesentlichen durch Neubau 1610/11 erhielt, sind historische Grabplatten der Patrizierfamilie Lemlin erhalten.

## Geschichte
Die Kirche in Horkheim wird urkundlich erstmals im Jahr 1330 erwähnt. Georg wird als Kirchenheiliger 1360 genannt. Die Kirche gehörte zum Landkapitel Weinsberg des Bistums Würzburg. Das Patronatsrecht lag 1382 bei Württemberg und kam 1389 an den Deutschen Orden.
Außer der Kirche gab es in Horkheim in der Burg Horkheim noch eine 1469 von der Familie Laemmlin gestiftete Burgkapelle, deren Kaplanei jedoch ab dem frühen 16. Jahrhundert schon nicht mehr besetzt war.
Gegen den Widerstand des Deutschen Ordens führte Herzog Ulrich von Württemberg die Reformation in Horkheim durch, indem er „gewaltiglich“ einen evangelischen Pfarrer einsetzte. Nach dem Tod des evangelischen Pfarrers im Jahre 1545 wollte der Deutschordens-Komtur den Vikar aus dem Stift zu Sinsheim, nämlich Johann Diettenhofer, als Pfarrer nach Horkheim bringen. Herzog Ulrich lehnte dies jedoch ab und setzte zunächst einen Magister Bartenschlag, der vom Deutschen Orden wieder vertrieben wurde, und daraufhin den evangelischen Pfarrer Ivo Heintzelmann aus Stuttgart in Horkheim ein. Der Komtur kürzte die Entlohnung des Pfarrers, was aber Herzog Ulrich nachträglich ausglich. 1551 konnte die St. Georgskirche zu Horkheim einen Pfarrer Weys (Weiss) anzeigen, der mit der Witwe des Seifrids von Holtz verheiratet war. 1553 kam das Patronatsrecht schließlich formell an den württembergischen Herzog, der im Gegenzug die Baulast der Kirche übernahm, während der Deutsche Orden als Gegenleistung für den ihm verbliebenen Großen Zehnten auch weiterhin den Turm der Kirche zu unterhalten hatte. Von 1555 bis 1605 waren folgende evangelische Pfarrer in Horkheim: Binder, Sartor, Kantengiesser, Prätor, Rau, Molitor, Isenmann, Körner.
1563 ließ der Ortsherr Volmar Laemmlin, der mit der Witwe des 1523 erschossenen Wilhelm von Gemmingen, Barbara von Rinderbach († 1561), verheiratet war, eine an die Kirche angrenzende Grabkapelle für seine Familie errichten. Diese Kapelle ist bis ins 18. Jahrhundert belegt und wurde danach abgebrochen. Die Laemmlin hatten auf der heutigen Orgelempore rechts vom Chorbogen der Kirche einst auch ihren Adelsstuhl. Später befand sich der Stuhl der jeweiligen Schlossherren auf der Männerempore an der Nordwand. Der Adelsstuhl hatte einen eigenen Zugang, um den es immer wieder Streitigkeiten gab, vor allem da die Burgherrschaft den Weg von der Burg zur Kirche einzäunen ließ und damit den Zugang von der Kirche zum Friedhof erschwerte.

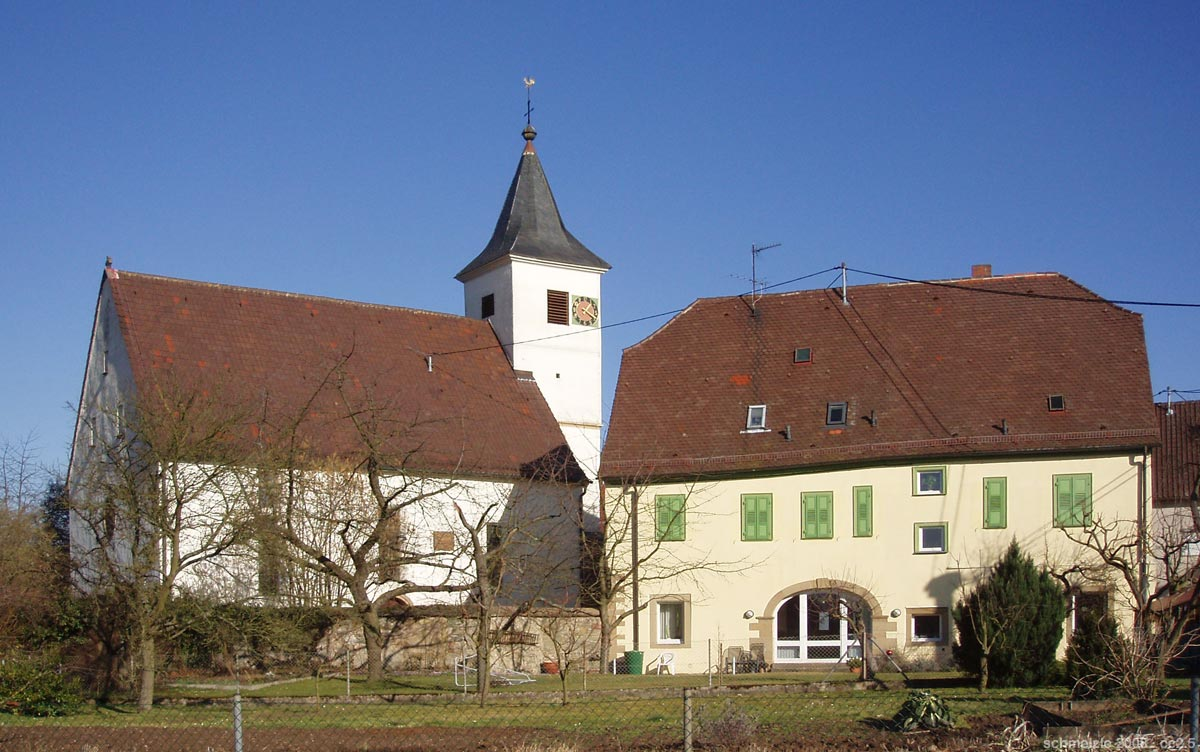
Die Georgskirche und das zugehörige Pfarrhaus von Südwesten aus gesehen

Nach dem Aussterben der Laemmlin 1605 erwarb Württemberg weitere Teile an Horkheim. Vermutlich im Zusammenhang mit der Festigung des württembergischen Einflusses am Ort steht der von Württemberg 1609/10 veranlasste Neubau des Langhauses durch Heinrich Schickhardt. Aus dieser Zeit stammt noch die Kanzel an der Nordwand, und gegenüber war die Patronats-Empore am Platz der heutigen Orgel. Somit war und ist die Kirche, auch mit dem Gestühl im Erdgeschoß, vor allem auf die Kanzel als dem Platz für die Verkündigung des Wortes Gottes ausgerichtet und entspricht damit der von Heinrich Schickhardt auch andernorts umgesetzten reformatorischen Konzeption einer Querkirche, die dem Altartisch im kleinen Chorraum als Versammlungsort zum Empfang des Abendmahls eine nur untergeordnete Rolle zubilligt. Ebenfalls an der Südwand befindet sich eine Steintafel, die an die Renovierung 1610 erinnert. Im Jahr 1617 übernahm der Deutsche Orden die Kosten für eine Renovierung des Turmes, der um jene Zeit auch aufgestockt wurde, damit er das neue höhere Kirchenschiff überragt.
Im Pfälzischen Erbfolgekrieg ereignete sich 1693 eine entscheidende Schlacht bei Horkheim. Durchziehende Soldaten haben an der Kirche größere Schäden verursacht.
Orgel und Taufstein wurden erst im frühen 18. Jahrhundert beschafft. 1743 ließ der Kirchenkonvent eine Wand der Kirche mit einem großformatigen Bild des Heilbronner Kunstmalers Lazarus Holzhon ausmalen, das Christus im Kreis der Apostel darstellte. Das Bild wurde vermutlich im 19. Jahrhundert wieder entfernt. 1746 wurde eine neue Sakristei über der alten errichtet.
Die Baulast am Turm lag bis zum Reichsdeputationshauptschluss beim Deutschen Orden, kam danach an das Königreich Württemberg und 1867 an die Kirchengemeinde. 1884 erhielt der Turm eine Turmuhr.
1897 wurde die Georgskirche nach schweren Schäden durch Hagelschlag renoviert, wobei Turmspitze, Dach, Fußboden und Orgel repariert sowie die Emporenbestuhlung und die Chorfenster erneuert wurden. Im 20. Jahrhundert schlossen sich weitere Renovierungen an, darunter eine umfassende Außenrenovierung 1965/66.

## Beschreibung

### Architektur
In die Kirche führen drei Türen, die Seitenwände haben jeweils drei Fenster. Die Kirche ist innen weiß gestrichen und trägt eine flache Decke. Ein gotischer spitzgiebeliger Chorbogen führt zum nach Osten ausgerichteten Altarraum. Rechts vom Chorbogen befindet sich eine kleine Orgelempore, die bis 1723 Patronatsempore war und seitdem die Orgel der Kirche trägt. An der westlichen Stirnseite der Kirche ist eine weitere einstöckige hölzerne Empore.

### Ausstattung
Im Chorbogen ist über dem Altar ein Kruzifix aus der Zeit um 1500 aufgehängt, das 1687 für die Kirche gestiftet wurde. Das Kruzifix erschien bei der Kirchenrenovierung 1897 zu schlicht und wurde durch ein neues Kruzifix ersetzt, wurde jedoch 1949 wieder aufgehängt.
Der Taufstein wurde 1725 von Balthasar und Magdalene Holl gestiftet. Die Initialen der Stifter und das Stiftungsjahr sind eingemeißelt.
Im Chorraum befindet sich das Gemälde Der jüngste Tag mit der Darstellung der Erscheinung der Heiligen Dreieinigkeit am Tag des Jüngsten Gerichts, gemalt von dem Horkheimer Maler Ernst Bader, den man bei der Kirchenrenovierung 1897 zu Fragen der Ausmalung herangezogen hatte. Das Bild ist eine Stiftung der Witwe Baders und kam 1935 in die Kirche. 1968 wurde es restauriert.
Links vom Chorbogen befindet sich die Kanzel mit bemaltem Schalldeckel, die noch zur originalen Ausstattung der Kirche aus der Zeit des Langhausneubaus von 1610 stammt. Lediglich der Kanzelkörper scheint später erneuert worden zu sein, vermutlich nach den Beschädigungen im Pfälzischen Erbfolgekrieg.
Das Buntglasfenster an der Kanzelseite des Kirchenschiffs wurde 1988 von Josef de Ponte gestaltet und zeigt die Berufung und die Aussendung der Jünger Jesu. Das gegenüberliegende Fenster wurde 1997 von Raphael Seitz gestaltet und zeigt die Rückkehr der Jünger von Emmaus. Das Fenster im Chor stammt ebenfalls von Raphael Seitz und aus dem Jahr 1997.

### Laemmlin-Epitaphe
Ein Inschriftenstein erinnert an den Bau der Grabkapelle durch Volmar Laemmlin im Jahr 1563. Ein ebenfalls 1563 datiertes Epitaph an der Kirchhofmauer zeigte einst die Wappen der Laemmlin, Rinderbach und Gemmingen. Zwei historische Laemmlin-Grabplatten aus der Grabkapelle wurden in der Kirche aufgestellt. Das erste dieser Epitaphe im Chor der Kirche ist das von Philipp Christoph Lamemlin († 1596) und der Anna Maria von Venningen († 1585), Sohn und der Schwiegertochter des Kapellenstifters. Das Epitaph zeigt die Familienwappen der Verstorbenen, in den Gesichtern der Kapitellfiguren der Säulen links und rechts der Wappen meint man die Gesichter der Verstorbenen zu erkennen. Das zweite Epitaph ist das des Georg Friedrich Laemmlin, der als letzter männlicher Laemmlin am 30. Juli 1605 im Alter von knapp 27 Wochen verstarb. An der Außenwand der Kirche ist außerdem die stark verwitterte Grabplatte der Agnes Lemlin geb. von Bach aus der Zeit um 1474 erhalten.

### Orgel
Die erste Orgel der Kirche wurde 1722/23 bei Schmal(en) in Heilbronn gefertigt. Zunächst erwog man den Bau einer zusätzlichen Orgelempore, doch bot eine Frau von Engelbronn, die damals den Adelsstuhl innehatte, die Empore der Edelleute zur Aufstellung der Orgel an. Das Instrument wurde 1851 gründlich renoviert und erhielt dabei den heute noch erhaltenen Orgelprospekt, der beim Bau der heutigen Orgel 1965 zur Verkleidung des Rückpositivs verwendet wurde.

### Pfarrhaus
Südlich der Kirche befindet sich das historische zugehörige Horkheimer Pfarrhaus, das 1769/70 anstelle eines 1642 abgebrannten und 1662/66 wiedererrichteten Vorgängerbauwerks erbaut wurde. Das zweigeschossige Haus mit Krüppelwalmdach weist eine als „deutsche Diele“ ausgebildete Durchfahrt auf, was bei Pfarrhäusern als Seltenheit gilt.